# Новый братишка
«Новый братишка» (венг. A hetedik testvér, нем. Bobo und die Hasenbande, англ. The Seventh Brother «Седьмой брат») — венгерско-немецко-американский мультипликационный фильм Енё Кольтаи и Тибора Хернади, снятый в 1995 году по сценарию Аттилы Даргаи, Йожефа Неппа и Эберхарда Наумана. В нём рассказывается история о маленьком, смелом, заботливом, и чистом сердцем щенке, который живёт в семье кроликов. Фильм вышел в Германии 7 сентября 1995 года, 4 апреля 1996 года в Венгрии. По словам Даргаи, этот фильм является его лучшим творением.

## Сюжет
Щенок Вацак (Тайни в английской версии, Бобо в немецкой) теряется во время грозы, когда его хозяйка, маленькая девочка Агнеш (Энджи в английской и немецкой версиях), возвращается домой из поездки. После одной ночи проведённой в одиночестве в лесу, щенка принимает семья кроликов. На то время пока он не нашёл Агнеш, он решает остаться в семье кроликов и стать одним из братьев для крольчат. Они учат его всему, что знают сами — быть самым быстрым, самым ловким и самым сообразительным. Вацак узнает, каково это — быть настоящим кроликом! В опасной ситуации он всегда показывает себя как герой. Но когда наступает зима, кролики понимают, что щенок может не выжить без той еды, которая необходима собакам, и в результате помогают ему вернуться к людям.